# Феррісбург (Вермонт)
Феррісбург (англ. Ferrisburgh) — місто (англ. town) в США, в окрузі Еддісон штату Вермонт. Населення — 2646 осіб (2020).

## Демографія
Згідно з переписом 2010 року, у місті мешкало 2775 осіб у 1119 домогосподарствах у складі 778 родин. Було 1491 помешкання
Расовий склад населення:
| - 96,2 % — білих - 0,9 % — азіатів - 0,6 % — чорних або афроамериканців - 0,4 % — корінних американців - 0,1 % — вихідців з тихоокеанських островів |

До двох чи більше рас належало 1,5 %. Частка іспаномовних становила 1,7 % від усіх жителів.
За віковим діапазоном населення розподілялося таким чином: 21,8 % — особи молодші 18 років, 64,6 % — особи у віці 18—64 років, 13,6 % — особи у віці 65 років та старші. Медіана віку мешканця становила 44,3 року. На 100 осіб жіночої статі у місті припадало 105,3 чоловіків;  на 100 жінок у віці від 18 років та старших — 103,1 чоловіків також старших 18 років.
Середній дохід на одне домашнє господарство  становив 90 967 доларів США (медіана — 67 414), а середній дохід на одну сім'ю — 110 113 долари (медіана — 91 375). Медіана доходів становила 48 049 доларів для чоловіків та 44 350 доларів для жінок. За межею бідності перебувало 3,2 % осіб, у тому числі 2,1 % дітей у віці до 18 років та 0,0 % осіб у віці 65 років та старших.
Цивільне працевлаштоване населення становило 1572 особи. Основні галузі зайнятості: освіта, охорона здоров'я та соціальна допомога — 28,6 %, виробництво — 14,2 %, науковці, спеціалісти, менеджери — 9,7 %, роздрібна торгівля — 9,4 %.